# Erik A. Petschler

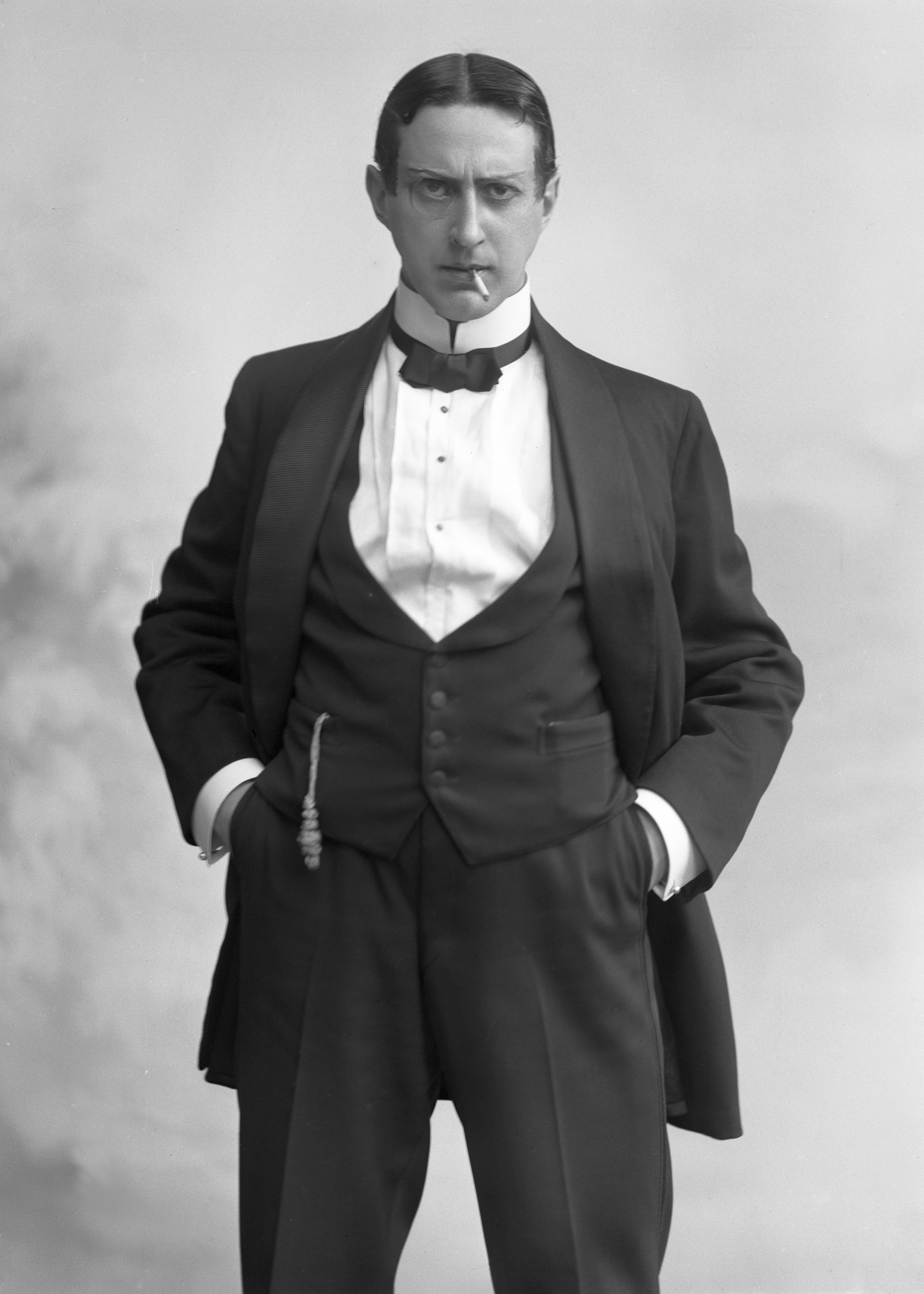
Erik A. Petschler en 1914

Erik Arthur Petschler (2 de septiembre de 1881 – 10 de diciembre de 1945) fue un actor, director y guionista de nacionalidad sueca.
Hoy en día es conocido por descubrir a Greta Garbo, que entonces tenía 16 años de edad, a la que conoció en julio de 1922 y a la que dio su primer papel cinematográfico en la comedia Luffar-Petter.

## Biografía
Su nombre completo era Erik Arthur Petschlerin, y nació en Gotemburgo, Suecia. En 1913 hizo pequeños papeles de reparto en películas dirigidas por Victor Sjöström y Mauritz Stiller. Edmond Hansen descubrió el talento de Petschler y le ofreció papeles de mayor relevancia en las comedias Hämnden är ljuv, Hjälte mot sin vilja y Högsta vinsten. Su éxito de público le animó a dirigir sus propias producciones, y en 1920 realizó Baron Olsson, film del que fue protagonista. Al siguiente año dirigió una película basada en un texto de Fredrik August Dahlgren, Värmlänningarna, en la cual actuaba Anna Q. Nilsson.
Tras ese éxito fundó una compañía productora propia, Petschler-Film, y escribió el guion de la comedia Luffar-Petter. Durante los preparativos del rodaje conoció a Greta Garbo, que entonces trabajaba como vendedora en los grandes almacenes de Estocolmo PUB. Garbo habló con las actrices Tyra Ryman y Gucken Cederborg, que iban a actuar en la cinta, contactando así con el director.
Petschler siguió como director hasta los años 1930. Se conservan pocas de sus películas. Como actor estuvo activo con pequeños papeles hasta el momento de su muerte en 1945, ocurrida en Estocolmo. Había estado casado desde 1938 con la guionista Ragnhild E. Ch. Broberg.

## Filmografía

### Actor
- 1913 : Blodets röst
- 1913 : Mannekängen
- 1913 : På livets ödesvägar
- 1914 : Halvblod
- 1915 : Högsta vinsten
- 1915 : Hämnden är ljuv
- 1915 : Hjälte mot sin vilja
- 1915 : Hans bröllopsnatt
- 1916 : Svartsjukans följder
- 1916 : Hennes kungliga höghet
- 1920 : Baron Olson
- 1920 : Klostret i Sendomir
- 1922 : Luffar-Petter
- 1925 : Öregrund-Östhammar
- 1927 : Hin och smålänningen
- 1928 : A.-B. Gifta Bort Baron Olson
- 1931 : Flickan från Värmland
- 1933 : Fridolf i lejonkulan
- 1936 : Min svärmor - dansösen
- 1938 : Två år i varje klass
- 1938 : Sigge Nilsson och jag
- 1940 : I natt - eller aldrig
- 1941 : Lillebror och jag
- 1941 : Spökreportern
- 1942 : Sexlingar
- 1943 : I mörkaste Småland
- 1945 : Fram för lilla Märta
- 1945 : Kungliga patrasket

### Director
- 1920 : Baron Olson
- 1921 : Värmlänningarna
- 1922 : Luffar-Petter
- 1925 : Öregrund-Östhammar
- 1927 : Hin och smålänningen
- 1927 : Bröllopet i Bränna
- 1928 : A.-B. Gifta Bort Baron Olson
- 1931 : Flickan från Värmland
- 1933 : Halta Lena och vindögde Per

### Guionista
- 1922 : Luffar-Petter
- 1927 : Hin och smålänningen
- 1928 : A.-B. Gifta Bort Baron Olson

## Teatro
- 1898 : Familjen Jensen, de Edgard Høyer, dirección de Albert Ranft, Svenska teatern de Estocolmo[2]
- 1899 : Vävarna, de Gerhart Hauptmann, dirección de Harald Molander, Svenska teatern[3]
- 1902 : Sherlock Holmes, de Walter Christmas, Svenska teatern[4]
- 1908 : Samvetets mask, de Ludwig Anzengruber, dirección de Gustaf Linden, Dramaten
- 1912 : Spökhotellet, de Georges Feydeau y Maurice Desvallieres, dirección de Albert Ranft, Vasateatern[5]
- 1913 : Som man är klädd…, de Gábor Drégely, dirección de Knut Nyblom, Vasateatern[6]
- 1913 : Amatörtjuven, de E. W. Hornung y Eugene Presbrey, dirección de Knut Nyblom, Vasateatern[7]
- 1914 : Spanska flugan, de Franz Arnold y Ernst Bach, Vasateatern[8]
- 1914 : Affären Costa Negra, de Gustaf Janson, Vasateatern[9]
- 1914 : Kontanter, de James Montgomery, dirección de Knut Nyblom, Vasateatern[10]
- 1914 : Trötte Teodor, de Max Neal y Max Ferner, dirección de Knut Nyblom, Vasateatern[11]
- 1915 : Nattfrämmande, de Fritz Friedmann-Frederich, Vasateatern[12]
- 1915 : Inkvartering, de Dick Digerman, dirección de Oscar Byström, Vasateatern[13]
- 1915 : Niobe, de Harry Paulton y Edward Paulton, dirección de Oscar Byström, Vasateatern[14]
- 1915 : English spoken, de Tristan Bernard, Vasateatern[15]
- 1917 : Fru Marjolins gudson, de Maurice Hennequin, Pierre Veber y Henry de Gorsse, dirección de Knut Nyblom, Vasateatern[16]
- 1917 : Pultronen, de Lechmere Worrall y Harold Terry, dirección de Knut Nyblom, Vasateatern[17]
- 1917 : Lilla yrhättan, de H. M. Harwood, dirección de Knut Nyblom, Vasateatern[18]
- 1917 : Dollarmiljonen, de Anders Eje, dirección de Knut Nyblom, Vasateatern[19]
- 1917 : Victor Lundbergs barn, de Hans Sturm, dirección de Knut Nyblom, Vasateatern[20]
- 1917 : En piga bland pigor, de Ernst Fastbom, dirección de Ernst Fastbom, Vasateatern[21]
- 1918 : Äktenskapskarusellen, de Langdon Mitchell, Vasateatern[22]